# Casa Museo José Carlos Mariátegui
La Casa Museo José Carlos Mariátegui es una institución de carácter histórico que busca preservar el legado de quien fue uno de los principales pensadores peruanos del siglo XX. Se encuentra ubicada en la capital del Perú, Lima.

## Historia

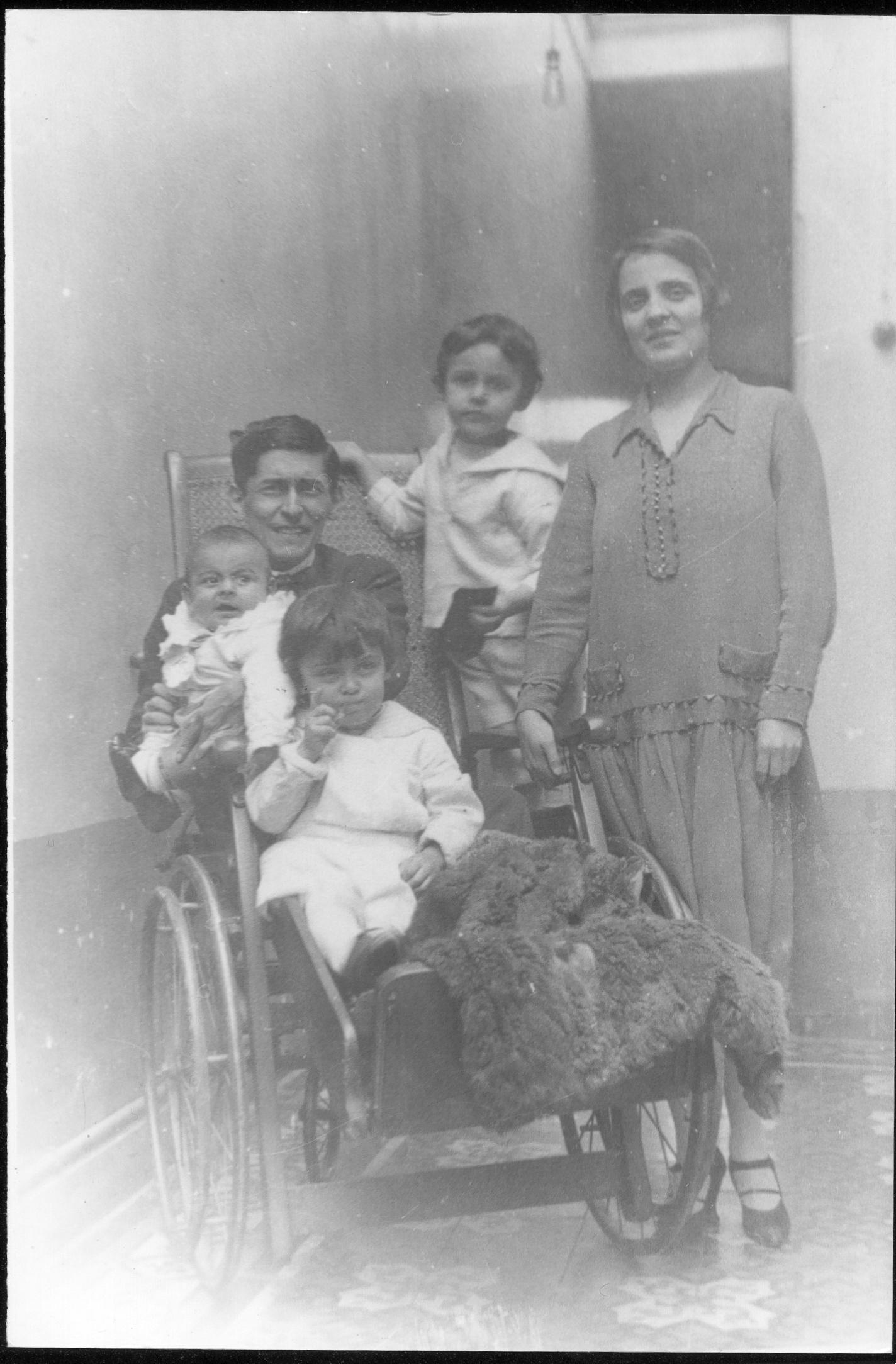
La familia Mariátegui en la "casa de Washington".

En este inmueble José Carlos Mariátegui realizó su obra más fecunda y por la cual es reconocido a nivel mundial. La habitó a partir del 1 de junio de 1925 hasta su muerte acaecida el 16 de abril de 1930, junto con su esposa y sus cuatro hijos.
La casa es un antiguo solar construido en los primeros años del siglo pasado en lo que fueran los extramuros de la Lima de principios del veinte, una ciudad que buscaba abrirse a la modernidad y al desarrollo urbano. De un solo piso, esta construcción guardaba las características arquitectónicas básicas de su época.
Luego de la muerte de José Carlos Mariátegui el lugar fue dejado por su esposa e hijos, y fue ocupado por diferentes personas. Sin embargo, a los pocos años de la desaparición del Amauta, ya se oían voces que insistían en la necesidad de crear en ella un espacio que sirviera para difundir la obra del insigne pensador. 
Después de años de reclamos y advertencias hechos por los intelectuales más connotados del siglo pasado, la casa en la que vivió José Carlos Mariátegui fue salvada de la demolición en 1972, por el Instituto Nacional de Cultura del Perú, que la declaró Monumento Histórico Republicano. Este fue sólo el primer paso, pues dada en alquiler desde hacía tiempo atrás por los propietarios de entonces, la tugurizada edificación aún corría el peligro de perderse. 
En el segundo gobierno del arquitecto Fernando Belaúnde Terry se logró su incorporación como patrimonio público, recibiendo sus dueños un terreno en permuta. Sin embargo no se logró la ansiada recuperación. Tampoco la pudo hacer el alcalde de Lima, Don Alfonso Barrantes Lingán en el curso de su gestión, por sus divergencias con el gobierno de entonces, que debía proveerlo de los recursos necesarios. 
Durante el gobierno de Alberto Fujimori, y ante las ya reiteradas presiones de la intelectualidad peruana y extranjera, se inició la recuperación de la casa con el retiro de sus inquilinos precarios. La remodelación fue gestionada por la Arq. Isis Bracamonte, de ENACE y el diseño de la remodelación fue encargado al arquitecto peruano Luis Graña. Fue entregada en la semana conmemorativa del Centenario del Nacimiento de José Carlos Mariátegui, que se celebró en todos los rincones del país y en la mayor parte de las naciones de América y Europa. El gobernante buscaba con esto mejorar su imagen ante la comunidad internacional. Fue inaugurada el 17 de junio de 1994. 
Desde diciembre de 1995 pasó del Ministerio de Educación al Instituto Nacional de Cultura, abriendo sus puertas para acoger diversas entidades académicas y culturales vinculadas con el pensamiento del Amauta u otras actividades de similar índole. 
Actualmente, y bajo la responsabilidad del Ministerio de Cultura, el museo desarrolla exposiciones y conferencias. Además, el público tiene acceso libre a la Biblioteca, donde se encuentran numerosas obras del 'Amauta' y de otros autores, libros de la realidad peruana, revistas, etc. El ingreso a sus instalaciones es completamente gratuito.
El 15 de febrero de 2018 fue inaugurada una nueva muestra permanente donde por primera vez se presentan materiales informativos sobre la vida y obra de Mariátegui.

## Censuras y controversias
La Casa Mariátegui, siendo un espacio dedicado a la memoria de un pensador con sensibilidad social y de clara línea marxista como Mariátegui no ha estado exenta de problemas que contradicen su quehacer como institución que brinda un servicio público con los intereses propios de la gestión estatal y los gobiernos de turno. 
En el año 2000, en pleno gobierno fujimorista, la exposición individual del artista visual Félix Álvarez titulada "Complejo Mi Perú" y con la "curandería" de Emilio Tarazona fue censurada y cancelada a pocas horas de la inauguración a pedido expreso del director del Instituto Nacional de Cultura, tal parece estas órdenes vinieron de instancias superiores. A las pocas semanas la computadora de la Casa Mariátegui fue sustraída misteriosamente de la institución. Ambos hechos no fueron mencionados por la prensa de manera categórica (mucha de esta manejada por el Fujimorismo) y no hubo mayor escándalo.
La segunda censura sufrida que generó aun mayor polémica se produjo en el año 2007. La muestra "Dibujos en prensa 1990-2007" del artista Piero Quijano, planificada para inaugurarse el jueves 21 de junio de 2007 pretendió ser parcialmente censurada. Según se dice, a partir de un oficio enviado por el comandante general del Ejército, Edwin Donaire al Instituto Nacional de Cultura. El detonante de esta reacción fue un dibujo que –aludiendo al monumento de los soldados de Estados Unidos en Okinawa, en la Segunda Guerra Mundial– muestra a un grupo de soldados peruanos levantando un fusil contra la cabeza de un campesino andino. El propio presidente Alan García defendió el retiro de dicha obra argumentando que se había “insultado” a las FF.AA. con dibujos alusivos a crímenes militares. Esta censura propició que el director de ese entonces, Armando Williams, renunciara a su cargo y el artista decidiera retirar por completo su muestra.  La exposición fue re-inaugurada en el Espacio La Culpable a los pocos días.

## Directores
- José-Carlos Mariátegui Ezeta (1995-2005) (Ad-honorem)
- Javier Mariátegui Chiappe (2005-2007) (Ad-honorem)
- Armando Williams (2006-2007)
- Osmar Gonzales Alvarado (2007-2011)
- Ricardo Portocarrero Grados (2011-2015)
- Roxana Chirinos Lazo (2015-2019)
- Ernesto Romero (2019 - )